# Associazione Sportiva Fanfulla 1913-1914
Questa voce raccoglie le informazioni riguardanti l'Associazione Sportiva Fanfulla nelle competizioni ufficiali della stagione 1913-1914.

## Stagione
La dirigenza fanfullina decise di iscrivere la squadra, già rodata da anni di tornei, al suo primo campionato ufficiale. La Fanfulla (all'epoca il nome era ancora declinato al femminile) esordì nel campionato di Terza Categoria il 4 gennaio 1914, vincendo 3 a 1 in trasferta sul campo del Monza. Nelle successive partite del girone i bianconeri collezionarono altre cinque vittorie e due pareggi, senza mai venire sconfitti. Contro la III squadra dell'Inter, al campo delle "Due Chiavi" di Lodi, situato nei pressi di Porta Cremona, si registrarono 1 000 spettatori, per un incasso di 500 lire.
Il girone finale vide la Fanfulla affrontare l'Inter III, l'Aurora Risorta di Milano e il Como II. Proprio al termine della partita con i lariani, persa per 2 a 3, il pubblico lodigiano invase il campo per aggredire l'arbitro Grossi, ritenuto autore di un arbitraggio di parte. Grossi dovette essere scortato dai carabinieri fino alla stazione. Nonostante quattro sconfitte a fronte di due sole vittorie, la Fanfulla venne promossa in Promozione.

## Organigramma societario
Area direttiva
- Presidente: Paolo Bonomi
- Consiglieri: Dossena, Guasconi, Bressani, Marchesi, Marini, Bocconi, Baletti, Agnelli, Mazza, Franchi e Marcello Ghisio,

Area organizzativa
- Segretario: rag. Marcello Ghisio[3]

## Rosa
| N. |                   | Ruolo | Calciatore      |
| -- | ----------------- | ----- | --------------- |
|    | Italia (bandiera) | P     | F. Arghenini    |
|    | Italia (bandiera) | A     | Besana          |
|    | Italia (bandiera) | C     | Cesari          |
|    | Italia (bandiera) | A     | Corbellini      |
|    | Italia (bandiera) | D     | Cozzi           |
|    | Italia (bandiera) | D     | Cremonesi       |
|    | Italia (bandiera) | A     | Giuseppe Crespi |
|    | Italia (bandiera) | D     | Ferrari         |
|    | Italia (bandiera) | A     | Gonzaga         |

| N. |                   | Ruolo | Calciatore           |
| -- | ----------------- | ----- | -------------------- |
|    | Italia (bandiera) | C     | Grazzani             |
|    | Italia (bandiera) | D     | Marozzi              |
|    | Italia (bandiera) | A     | Miglietta            |
|    | Italia (bandiera) | C     | Antonio Olivari (II) |
|    | Italia (bandiera) | C     | V. Olivari (I)       |
|    | Italia (bandiera) | A     | Scaricabarozzi       |
|    | Italia (bandiera) | C     | Carlo Uggè (I)       |
|    | Italia (bandiera) | P     | Luigi Vitali         |

## Risultati

### Terza Categoria lombarda

#### Girone B
| Monza 4 gennaio 1914 1ª giornata | Monza | 1 – 3 | Fanfulla | Campo di Triante |

| Lodi 25 gennaio 1914 2ª giornata | Fanfulla       | 3 – 1 | Pro Palazzolo | Campo delle Due Chiavi\| Arbitro: \| Sardi (Milano) \| |
| Arbitro:                         | Sardi (Milano) |       |               |                                                        |

| Pavia 1º febbraio 1914 3ª giornata | Pavia | 0 – 2 | Fanfulla | Stadium Pavese |

| Lodi 8 febbraio 1914 4ª giornata | Fanfulla        | 3 – 3 | Inter (III) | Campo delle Due Chiavi\| Arbitro: \| Quirci (Milano) \| |
| Arbitro:                         | Quirci (Milano) |       |             |                                                         |

| Gorla Primo 15 febbraio 1914 5ª giornata | Ausonia Pro Gorla  | 2 – 6 | Fanfulla | Campo Pro Gorla\| Arbitro: \| Stabilini (Milano) \| |
| Arbitro:                                 | Stabilini (Milano) |       |          |                                                     |

| Lodi 22 febbraio 1914 6ª giornata | Fanfulla        | 4 – 0 | Stelvio | Due Chiavi\| Arbitro: \| Grossi (Milano) \| |
| Arbitro:                          | Grossi (Milano) |       |         |                                             |

| Milano 1º marzo 1914 7ª giornata | URSUS Lombardo | 2 – 2 | Fanfulla | Campo di Porta Ticinese |

### Girone delle finali
| Lodi 19 aprile 1914 1ª giornata | Fanfulla        | 1 – 3 | Como II | Campo delle Due Chiavi\| Arbitro: \| Grossi (Milano) \| |
| Arbitro:                        | Grossi (Milano) |       |         |                                                         |

| Milano 26 aprile 1914 2ª giornata | Aurora Risorta | 2 – 0 | Fanfulla |  |

| Lodi 3 maggio 1914 3ª giornata | Fanfulla         | 2 – 6 | Inter (III) | Campo delle Due Chiavi\| Arbitro: \| Tradico (Milano) \| |
| Arbitro:                       | Tradico (Milano) |       |             |                                                          |

| Arbitro: | Tradico (Milano) |

|  |           |                       |
|  | Marcatori | Olivari II Olivari II |

| Lodi 17 maggio 1914 5ª giornata | Fanfulla         | 4 – 1 | Aurora Risorta | Campo delle Due Chiavi\| Arbitro: \| Tradico (Milano) \| |
| Arbitro:                        | Tradico (Milano) |       |                |                                                          |

| Milano 24 maggio 1914 6ª giornata | Inter (III) | 4 – 1 | Fanfulla | Campo di Ripa Ticinese |